# Abdij van Loosduinen
De Abdij van Loosduinen was een cisterciënzer nonnenklooster in Loosduinen.

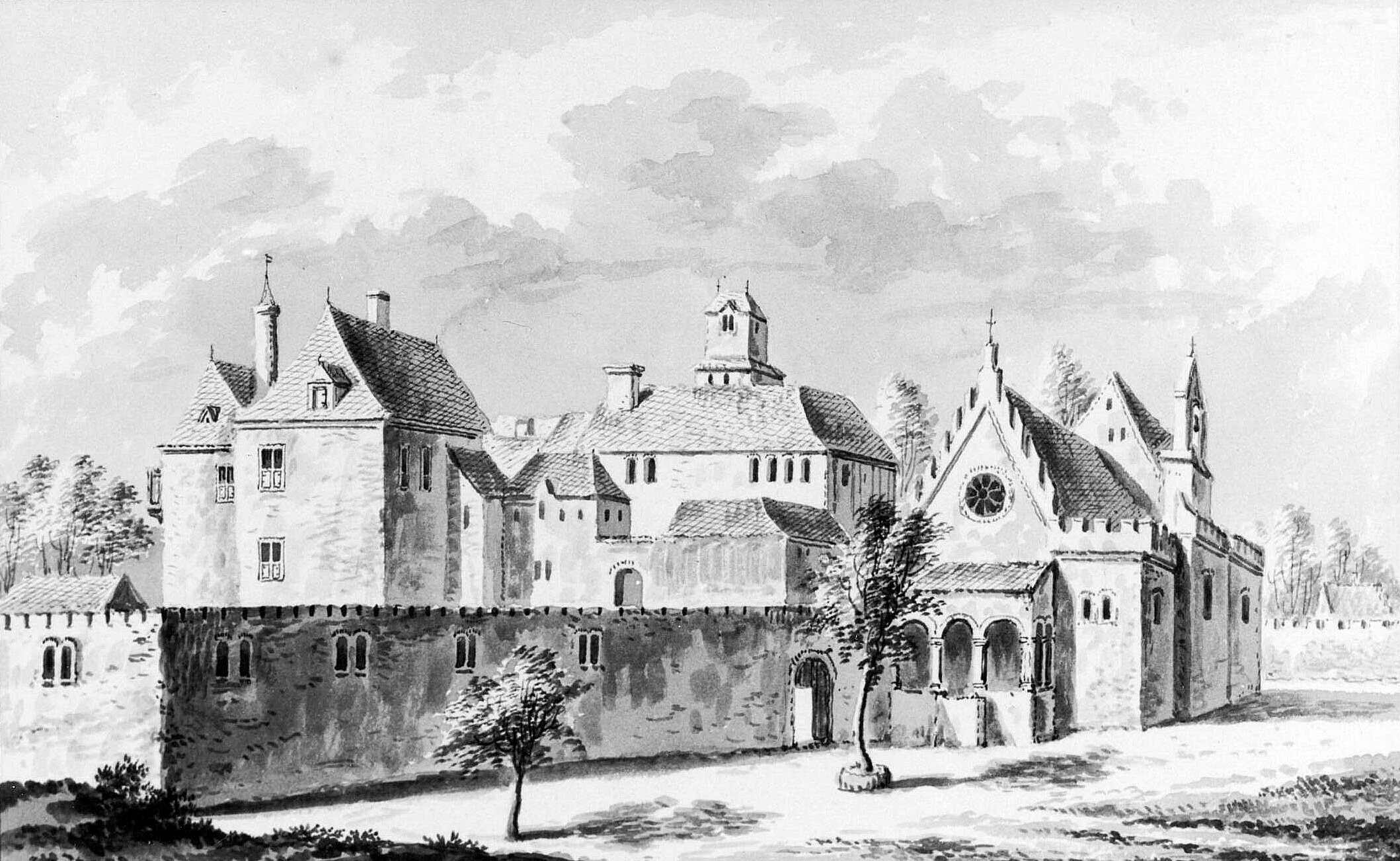
Abdij van Loosduinen, circa 1725, door Abraham Rademaker

## De abdij
De cisterciënzer kloosterorde werd omstreeks 1098 gesticht. De vierde leider van de orde, abt Bernardus van Clairvaux, zorgde ervoor dat de kloosterorde zich verspreidde door Europa. Omstreeks 1230 bouwden monniken een abdij in Loosduinen. Graaf Floris IV en gravin Machteld van Brabant deden veel schenkingen aan de abdij. De Utrechtse bisschop Wilbrand van Oldenburg nam de abdij in 1231 in zijn bescherming. Rondom de abdij ontstond het dorp Loosduinen.
De abdij werd in 1574 door de Geuzen vernield, en daarna werden de restanten nog eens door de Spanjaarden verwoest. Dit betekende het einde van de abdij.

## Abdijkerk
Van het klooster resteert (deels) de abdijkerk, die (evenals de Ridderzaal) gebouwd werd in een overgangsstijl, tussen de romaanse en gotische bouwstijl in, onder invloed van de Scheldegotiek. Mogelijk komt dit omdat het klooster onder voogdij stond van Vlaamse abdijen.

#### De dorpskerk
De abdijkerk werd tussen 1238 en 1250 gebouwd en is wellicht het oudste gebouw in Den Haag. Veel pelgrims kwamen naar de kerk om het graf van Margaretha van Henneberg te bezoeken, en onvruchtbare vrouwen hoopten na het wassen van hun handen in het doopbekken toch een kind te mogen krijgen.
Ook werd de Loosduinse dorpskerk door beroemdheden bezocht. In mei 1660 werd de kerk bezocht door Samuel Pepys.
In 1894 moest de windvaan op de toren vervangen worden. Hiertoe werd opdracht gegeven aan een gemeentelid, de smid Dirk Hartman. Hij maakte geen haan, zoals misschien verwacht werd, maar een stel klompen, die herinneren aan de klompen die gedragen werden door de tuindersbevolking van Loosduinen.

In 1908 werd de kerk vergroot en kwamen er twee zijbeuken.

#### Het orgel
Pas in 1780 kreeg de kerk een orgel. Het was gemaakt door de Haagse orgelbouwer Joachim Reichner. In 1856 werd het gerenoveerd door C.G.F. Witte van Bätz & Co, en kreeg toen een rococo uiterlijk. Toen de kerk in 1908 er twee zijbeuken bijkreeg, werd het orgel verplaatst. In 1975 werd het orgel na de restauratie opnieuw opgebouwd door Flentrop Orgelbouw. In 2006 werd het orgel weer gerestaureerd en kreeg het een zelfstandig pedaal.

De vaste bespeler van het orgel is Vincent Hildebrandt. In de kerk worden regelmatig orgelconcerten bij kaarslicht georganiseerd.

#### Restauratie
De eerste restauratie was om de schade van de Geuzen te herstellen. Hiervoor werden stenen van het klooster gebruikt. 
 De toren, eigendom van de gemeente Den Haag, werd in 1941 gerestaureerd. Na de oorlog werden plannen gemaakt voor een grote restauratie. Hierop vooruitlopend werden de kerkbanken in 1952 vervangen door stoelen. Bodemonderzoek volgde om te bepalen wat de oorspronkelijke vorm van de kerk was geweest. In 1969 werd de kerk tijdelijk gesloten. In 1971 werd met de restauratie begonnen en daarbij werden de zijbeuken uit 1908 verwijderd. In 1974 werd de kerk pas de abdijkerk genoemd. In 1976 werd de kerk weer in gebruik genomen.
Architect Ph.J.W.C. Bolt heeft onderzoek gedaan naar de Abdijkerk en daarover gepubliceerd.

#### Abdijkerk en beeldende kunst
De in het Westland geboren kunstenaar Simon Koene heeft tussen de jaren 1968 en 1978 een groot aantal etsen van de abdijkerk van Loosduinen gemaakt. De prentenserie is inmiddels van historisch belang, omdat daarmee de afbraak van het dwarsschip en het begin van de restauratie van de kerk op een bijzondere manier in beeld is gebracht. De prenten bevinden zich in de collectie van het Gemeentemuseum Den Haag en het Rijksmuseum in Amsterdam.

#### Begraven in de abdijkerk
- Machteld van Brabant (±1200-1267)
- Margaretha van Holland (1234-1276)
- Herman van Henneberg-Coburg (1250-1250), een zoon van Herman I van Henneberg en Margaretha van Holland
- Anna van Egmond (ca. 1493-1563), abdis van de cistercienserabdij; zij was de laatste abdis die begraven is in de abdijkerk
- Barbara Aylesbury, 'Maid of Honour' van Mary Stuart en Richard Harding (1563-1658), kamerdienaar van koning Charles II liggen naast elkaar.
- Jacobus Meursius, de eerste predikant van de hervormde gemeente in Loosduinen, van 1578-1616.